# Trop cool, Scooby-Doo !
Scooby-Doo : Mystères associés Scooby-Doo et Compagnie
Trop cool, Scooby-Doo ! (Be Cool, Scooby-Doo!) est une série télévisée d'animation américaine en 52 épisodes de 22 minutes basée sur l'univers de Scooby-Doo, diffusée du 5 octobre 2015 au 18 mars 2018 sur Cartoon Network puis sur Boomerang.
En France, elle a été diffusée depuis le 18 octobre 2015 sur France 3 dans l'émission Quoi de neuf Bunny ?, sur Boomerang depuis le 2 décembre 2015 et depuis le 18 octobre 2019 sur Boing. En Belgique, la série est également diffusée sur La Trois, et au Québec sur Télétoon.

## Synopsis
Après avoir terminé leurs années de lycée, le Scooby-Gang décide de voyager à bord de la Mystery Machine, cherchant l'aventure au cours de ce qui pourrait être leur dernier été ensemble. Cependant, des monstres turbulents se mettent toujours en travers de leur route. Mais, ces mésaventures ne les empêchent pas de continuer leur voyage, tout en résolvant les mystères qu'ils rencontrent.

## Fiche technique
- Titre original : Be Cool, Scooby-Doo!
- Titre français : Trop Cool, Scooby-Doo ![1],[3]
- Réalisation : Shaunt Nigoghossian, Jeff Mednikow, Andy Thom et James Krenzke
- Scénario : Mark Banker et Jon Colton Barry, d'après les personnages créés par Joe Ruby et Ken Spears
- Production : Mark Banker et Zac Moncrief (en)
- Producteur exécutif : Sam Register
- Société de production : Warner Bros. Animation
- Pays d'origine :  États-Unis
- Langue originale : anglais
- Format : couleur
- Genre : animation, fantastique, comédie, suspense
- Durée : 22 minutes
- Dates de première diffusion :  États-Unis : 5 octobre 2015 ;  France : 18 octobre 2015

## Distribution

### Voix originales
- Frank Welker : Scooby-Doo / Fred Jones
- Matthew Lillard : Shaggy Rogers (Sammy)
- Grey DeLisle : Daphne Blake (Daphné)
- Kate Micucci : Velma Dinkley (Véra)

### Voix françaises
- Mathias Kozlowski : Fred Jones
- Éric Missoffe : Sammy Rogers / Scooby-Doo
- Caroline Pascal : Véra Dinkley
- Céline Melloul : Daphné Blake

- Version française
  - Société de doublage : Dubbing Brothers
  - Direction artistique : Danièle Bachelet
  - Adaptation des dialogues : Isabelle Neyret et Anthony Dalmolin

 Source et légende : version française (VF) sur RS Doublage

## Accueil
Trop cool, Scooby-Doo ! recueille une majorité de critiques positives en raison de son humour et de son ton décalé,.